# Gloucester (Massachusetts)
Gloucester is een stad op Cape Ann in de staat Massachusetts in de Verenigde Staten. Het aan de Atlantische Oceaan gelegen Gloucester heeft een visserijhaven en belangrijke visverwerkende industrie. In de zomer trekt het veel watersporters aan. Een van de bezienswaardigheden is de historische schoener Adventure.
In 2000 telde de stad 30.273 inwoners. De huidige burgemeester van Gloucester is, anno 2007, John Bell.
De plaats is ook bekend door de Gloucesterman-tetralogie van Jonathan Bayliss. Gloucester was ook de thuishaven van de vissersboot Andrea Gail, met George Clooney in de hoofdrol als kapitein Billy Tyne in de film The Perfect Storm. Ook is de plaats het decor voor de roman Hersenschimmen door J. Bernlef, waarin hij de lezer de beginnende dementie tot en met het naderende einde van de hoofdpersoon laat meemaken.

## Geboren
- Jessie Ralph (1864-1944), actrice

## Plaatsen in de nabije omgeving
De onderstaande figuur toont nabijgelegen plaatsen in een straal van 20 km rond Gloucester.